# 赵声波
赵声波（1982年4月14日—），云南昭通邵阳人，中国国家射击队成员。

## 战绩
1997年，赵声波进入昭通市体育运动学校射击队。2006年，选入云南省射击队。2013年9月1日，在中华人民共和国第十二届全国运动会男子50米步枪卧射决赛中，赵声波以209.1环的总成绩获得冠军。2014年6月10日，赵声波参加德国慕尼黑射击世界杯小口径步枪卧射比赛中，以208.9环的成绩获得金牌。2014年西班牙射击世锦赛中，9月12日赵声波和队友兰兴、刘刚联手以1870.8环的总成绩收获了男子50米步枪卧射金牌。同年仁川亚运会射击比赛上，三人再度联手，以1876.0环打破世界纪录的成绩再夺该项目金牌。2014年9月25日，仁川亚运会射击男子50米步枪卧射个人赛决赛中，赵声波夺得冠军。2016年7月18日，2016年里约热内卢奥运会中国奥运代表团成立，赵声波入选并参加50米步槍臥射项目，资格赛中成绩为618.7，位列第38名无缘决赛。